# Маџидов синдром
Маџидов синдром (МС)  је наследни поремећај коже који се карактерише хроничним рекурентним мултифокалним остеомијелитисом, конгениталном дисеритропоетском анемијом и неутрофилном дерматозом. Класификован је као аутоинфламаторни поремећај костију. Стање се јавља код људи са две дефектне копије (аутозомно рецесивни тип наслеђивања) гена LPIN2. LPIN2 је укључен у метаболизам липида. 

## Епидемиологија
МС је реткост; у литератури је пријављено око 30 особа са овим стањем.

## Етиологија
Варијанте (које се називају и мутације) у гену LPIN2 узрокују МС. Овај ген даје упутства за прављење протеина који се зове  Lipin-2.  Lipin-2 помаже у регулисању инфламаторног одговора, првог корака у одговору имуног система на повреду. Такође се сматра да lipin-2 игра улогу у ремоделирању костију, процесу којим се стара кост или уклања и замењује новом.
Варијанте гена  LPIN2 мењају структуру и функцију lipin-2. Истраживања о томе како ове варијанте гена узрокују специфичне знаке и симптоме МС су још увек у току. Промене у протеину lipin-2 узрокују да људи са МС производе више молекула који подстичу упалу. Поред тога, особе са МС производе више остеокласта, ћелија које разграђују коштано ткиво. Код људи са МС, претерано активан имуни одговор доводи до хроничне упале и грознице, док повећана производња остеокласта доводи до прекомерне упале и ремоделирања костију.

### Наслеђе
Ово стање се наслеђује аутозомно рецесивно, што значи да обе копије гена у свакој ћелији морају имати варијанту да изазову поремећај. Сваки од родитеља са аутозомно рецесивним стањем носе по једну копију измењеног гена, али обично не показују знаке и симптоме стања.

## Терапија
Терапија МС  најчешће се се засниваана на лечењу симптомима који су присутни код пацијента. Најчешће прописивана терапија  укључују нестероидне антиинфламаторне лекове (НСАИД), као и физикалну терапију (како би се спречила атрофија мишића код пацијената). Трансфузија еритроцита из крви такође се може применити за пацијенте са тешком конгениталном дисеритрипоетском анемијом.